# Heraltický potok (okres Opava)
Heraltický potok je potok v Moravskoslezském kraji – pravý přítok řeky Opavy. Pramení severovýchodně od obce Horní Životice. Následně teče jihovýchodně k obci Košetice, kde ho napájí bezejmenný rybník v katastru obce Velké Heraltice. Pak protéká obcí Velké Heraltice. Asi po 3 kilometrech se potok ocitne v obci Zadky, kde prochází přírodní památkou Heraltický potok. Poté protéká obcí Štemplovec a nakonec obcí Neplachovice, kde se vlévá do řeky Opavy. Délka toku činí 18,2 km.

## Přítoky
Horecký potok a Herlička

## Mlýny
- Neplachovický mlýn – Neplachovice čp., okres Opava, kulturní památka